# 아이스맨 (2012년 영화)
《아이스맨》(영어: The Iceman)은 2012년 공개된 미국의 전기 범죄 영화이다.

## 줄거리
리처드 쿠클린스키는 악명 높은 냉혹한 청부 살인 업자이지만 1986년 체포될 때까지 수십 년간 아내와 딸들에게는 이 사실을 감쪽같이 숨긴다.

## 출연
- 마이클 섀넌 - 리처드 쿠클린스키 역
- 위노나 라이더 - 데버라 쿠클린스키 역
- 크리스 에번스 - 로버트 프롱이 "미스터 프리지" 역
- 레이 리오타 - 로이 더메이오 역
- 제임스 프랭코 - 마티 프리먼 역
- 데이비드 슈위머 - 조시 로즌솔 역
- 스티븐 도프 - 조지프 쿠클린스키 역
- 에린 커밍스 - 엘런 역
- 로버트 다비 - 리오 머크스 역
- 베로니카 로사티 - 리비 역
- 존 벤티밀리아 - 미키 시콜리 역
- 크리스타 캠벨 - 어델 역
- 매케일리 밀러 - 애너벨 쿠클린스키 역
- 에두아르도 야녜스 - 도미닉 프로벤자노 역
- 빈센트 푸엔테이스 - J.C. 역
- 애슐린 로스 - 앨릭스 역